# 구리중학교 축구부
구리중학교 축구부는 경기도 구리시에 위치한 구리중학교의 축구부이다. 구리중학교가 운영했던 축구부로 1984년에 창단됐었다.

## 같이 보기
- 구리중학교